# Brevimunda variegata
Brevimunda variegata är en insektsart som beskrevs av Andrej Vasiljevitj Gorochov 2007. Brevimunda variegata ingår i släktet Brevimunda och familjen syrsor. Inga underarter finns listade i Catalogue of Life.